# Arístocles de Pèrgam
Arístocles de Pèrgam (en grec Άριστοκλῆς) va ser un sofista i retòric grec que va viure en temps dels emperadors Trajà i Hadrià. Va estudiar filosofia peripatètica, però més tard va optar per la retòrica i va viatjar a Roma on era deixeble d'Herodes Àtic. Allà va prendre el nom de Tiberius Claudius Aristokles. Va ser membre del Senat romà i va arribar a ser escollit cònsol suffectus.
Després va tornar a Pèrgam i es va dedicar a l'ensenyament. Entre els anys 166 i 177, Frínic de Bitínia li va dedicar diversos llibres de la seva Praeparatio Sophistica. Arístocles va viure fins a una edat avançada i va morir al voltant de l'any 180. Va escriure també cinc llibres sobre retòrica, declamacions i epístoles.